# E13
|  | No s'ha de confondre amb E013. |

La ruta europea E13 és una carretera que forma part de la Xarxa de carreteres europees. Comença a Doncaster i finalitza a Londres (Regne Unit). Té una longitud de 328 km. L'E13 té una orientació de nord/sud.

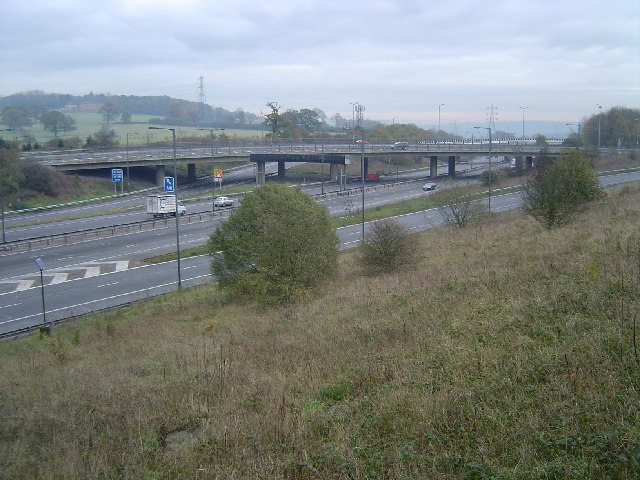
Part de l'itinerari de L'E13